# 加藤光教
加藤 光教（かとう みつのり、1982年4月15日 - ）は、秋田県出身の元プロ野球選手（投手）。右投右打。プロでは育成選手であった。

## 来歴・人物
秋田経済法科大学附属高等学校（現・ノースアジア大学明桜高等学校）の3年時の2000年にはセンバツに出場（当時のエースは攝津正）。法政大学へ進学し、一年次の秋には一場靖弘に投げ勝つなど活躍。しかし三年次に右肩を痛め、その影響でドラフトにはかからなかった。
しかしプロへの夢をあきらめきれず、中日に打撃投手として入団し、2005年に改めて育成選手として契約を結んだ。
支配下選手登録されることがないまま、2007年10月31日に球団から戦力外通告を受け、引退。
その後、打撃投手や中日のスコアラーを務めた。
2011年11月24日に球団から来季の契約を結ばないことが発表された。
2014年、中日ドラゴンズのスコアラーに復帰することになった。

## 詳細情報

### 年度別投手成績
- 一軍公式戦出場なし

### 背番号
- 201 （2006年 - 2007年）
- 125 （2008年 - 2009年）